# ناحية كلالة
ناحية كلالة وهي إحدى نواحي قضاء جومان في محافظة أربيل في العراق والتي تقع على الحدود العراقية الإيرانية